# Orthopelma curvitibiale
Orthopelma curvitibiale är en stekelart som beskrevs av Statz 1936. Orthopelma curvitibiale ingår i släktet Orthopelma och familjen brokparasitsteklar. Inga underarter finns listade i Catalogue of Life.